# Троицкая церковь (Кумылженская)
Троицкая церковь (Свято-Троицкий храм, церковь Святой Троицы) — православный храм в станице Кумылженской Области Войска Донского, ныне Волгоградской области.

## История
Первоначально в станице Кумылженской существовала Николаевская деревянная церковь. К середине XVIII века она обветшала, и по этой причине в 1754 году её разобрали, после чего с добавлением нового леса перестроили в большую однопрестольную церковь, которую освятили в 1757 году. После переноса станицы на новое место, была перенесена и церковь. Впоследствии здание церкви было продано в станицу Малодельскую и с 1792 года в Кумылженской начали строить новую каменную, с такой же колокольней Свято-Троицкую церковь с приделом Святого Николая Чудотворца.

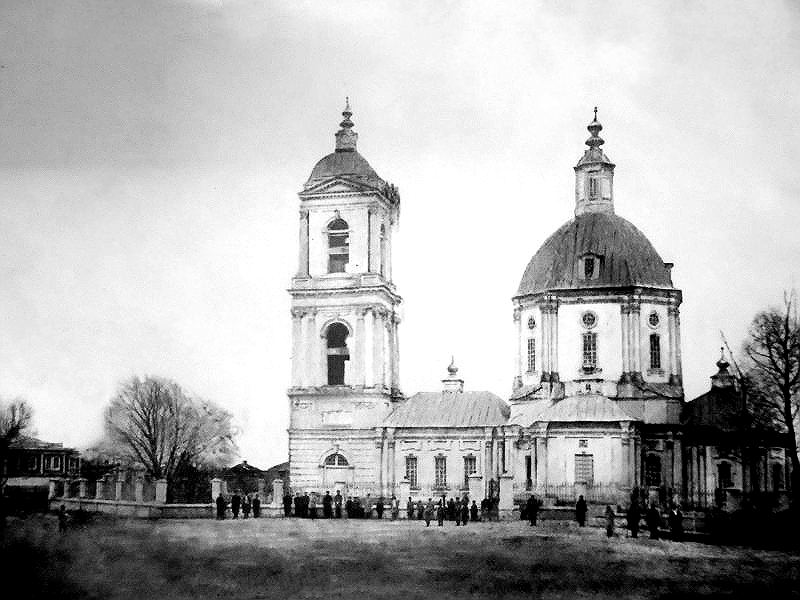
Троицкая церковь в 1916 году

Была она построена на средства прихожан в 1807 году, вместе с колокольней покрыта листовым железом. Престолов в храме было два: главный — во имя Живоначальной Троицы, другой придельный — во имя святителя Николая. По штату при ней служили два священника, дьякон и два псаломщика. Первым храма священником новой церкви стал Петров Иван Петрович. Причт жил в домах собственных и на квартирах, нанимаемых на собственные средства. Церкви принадлежали также: деревянный дом, завещанный умершим священником Василием Федоровым в собственность церкви для причтового помещения; деревянный дом, крытый железом, завещанный умершим казаком Иануарием Зерщиковым в пользу церкви.
Расстояние от храма до консистории составляло 400 верст. Ближайшие к нему церкви: Преображенская хутора Остроухова — в 15 верстах и Покровская хутора Ярского — в 12 верстах. В приходе имелись: часовня, сооруженная в память коронования императора Николая II (в 10 верстах от церкви), а также учебные заведения: двухклассная министерская школа, открытая в 1904 году, министерское женское училище третьего разряда, открытое в 1899 году и женская церковно-приходская школа, открытая в 1895 году.
Хутора прихода Троицкой церкви: Андреевский, Бурлацкий, Глурицкий, Глущицкий, Головской, Горкикова, Дундуково-Косовский, Колодезно-Горшковский, Косовский, Крапцово-Чуносовский, Креповский, Лялинский, Никитинский, Обливский, Поддубровский, Потаповский, Родионово-Сурковский, Сигаево-Потаповский, Сигаевский, Старо-Крапцовский, Фроловский, Черновско-Ключевский, Чигонацкий, Шелковский, Шилино-Дубровский и Ярский.
В советское время, в 1930-е годы, в кирпичном здании Троицкой церкви станицы Кумылженской предполагалось устроить клуб, а в сторожке разместить школьную мастерскую. Но впоследствии храм был разрушен, и на его месте построен Дом культуры.
После распада СССР в станице был создан новый приход и началось строительство нового здания церкви, которая находится на улице ул. Межколхозстроя, 2А. Имеется воскресная школа и библиотека. Приход опекает соседний Детский дом. К храму относится также часовня Страшного Суда на кладбище Кумылженской станицы, построенная в 2007 году.